# Serrat de l'Horta (Gurb)
El Serrat de l'Horta és una muntanya de 478 metres que es troba al municipi de Gurb, a la comarca d'Osona.